# Lazis
Els lazis o lazes (llatí: laci, grec Λἁσοι) foren una tribu caucàsica unificada vers finals del segle i o primera meitat del segle ii. El nom de Phasis derivaria d'aquest poble però es va donar al Rion i al Corokh (clàssic Akampsis) i fins i tot a les fonts de l'Araxes.
Els autors grecs no parlen dels laz. El nom lazoi no apareix fins a l'època cristiana i l'esmenten Plini, el Periple d'Arrià i Claudi Ptolemeu. La seva localitat més antiga fou Lazos o Lazica Vetus que Arrià situà a 130 km al sud del Port Sagrat (Novorossiski) i 180 km al nord de Pityus, el que la situaria a la regió de Tuaspe. En un passatge obscur, Arrià situa al riu Of la frontera entre els còlquids (lazes ?) i la Φυαννιχη. Kiessling pensa que els lazoi podrien ser una fracció dels kerketai que serien una tribu gerogiana que a l'inici de l'era cristiana van haver d'emigrar al sud pressionats pels zygoi (circassians) que s'anomenaren com adighei (adzighe).
Vers el 140 apareix al front del poble un sobirà de nom Pacoros, col·locat per Antoní Pius, i que podria ser Aureli Pacoros d'Armènia, al que hauria estat donat el país dels lazes, o potser un cap local, ja que els lazes en aquest temps reconeixien la sobirania romana. A l'època d'Arrià al segle ii els lazoi habitaven ja al sud de Sukhumi i a l'est de Trebisonda els pobles eren: els colchi (còlquids), sanni o sannoi (sannis/sans o tzans), machelones (maquelons), heniochi (heniocs), zydritae (zidrites), lazai (subjectes del rei Malassus, client dels romans), apsilae (apsiles), abacsi (abacs o abasgues, antecedent dels abkhaz) i saniogae (saniges, prop de Sebastòpolis moderna Sukhumi). Aquestos lazoi o lazai van agafar tanta importància que en els segles següents el país de l'antiga Còlquida fou conegut com a Lazica (Làzica). En temps de Dioclecià (284-303) el rei del Bòsfor Cimeri, Sauromates (seria el fill de Criscorones, que fou rei vers 291-292) va envair el país dels lazoi i va arribar fins al riu "Halys" (que seria un riu del Caucas, ja que la paraula halys en laz voldria dir "riu". Procopi esmenta entre els pobles sotmesos als lazoi als habitants de Suania (Svanètia) i Skymnia (Lečkhum). segurament el nom de Làzica fou aplicat agafant el nom de la tribu més poderosa d'una confederació de diversos pobles.
Els lazes van esdevenir en part independents a finals del segle iv quan els romans es van retirar de la zona, però a la Còlquida els lazes foren tributaris romans d'Orient; els emperadors investien als seus reis que a canvi vigilaven els colls occidentals del Caucas contra la invasió de nòmades procedents del nord. Les tendències monopolistes del comerç romà d'Orient molestaven a la Còlquida i el rei Gubaz I es va aliar als sassànides del que era rei Yazdegerd II. L'emperador Marcià (450-458) va derrotar el seu rei Gubaz I cap al 450. Gubaz va haver d'abdicar en favor de Tsaté Gobazes.
Els lazes estaven evangelitzats a l'inici del segle vi. Justinià I (527-565) va restaurar un temple a Làzica que per tant hauria existit ja abans si li calia restauració. Els lazes van enviar després bisbes als seus veïns. La guerra entre Justinià I i Khusraw I Anushirwan (Còsroes I el Just) de Pèrsia a la regió del Phasis es va conèixer com a "guerra làzica". Segons Procopi (que acompanyava el general Belisari en la campanya) els lazes ocupaven els dos costats del riu Phasis, però les seves ciutats estaven totes al nord: Archeopolis, Sebastopolis, Pitius, Skanda, Sarapanis, Rhodopolis i Mochoresis i al sur estava deserta i el domini laz només arribava fins a un dia de marxa; en direcció a Trebisonda es trobaven els "pòntics romans" que segurament es refereix als pobles dependents directament de l'imperi, encara que ètnicament fossin lazes o d'altres tribus.
Vegeu:Làzica
Al segle vii el territori al sud del riu devia ser romà d'Orient plenament i al nord hauria pagat tribut al califat musulmà a finals del segle però a la meitat del segle viii els abasgues o abkhaz es van crear un principat, que després es va unir als kartvels i al curopalatinat de Kartli i a l'inici del segle xi van formar el regne de Geòrgia. La reina Tamara de Geòrgia va aportar tropes que foren decisives perquè Aleix I Comnè pogués formar l'Imperi de Trebisonda; segons Nicèfor Gregoràs el nou imperi va dominar a les tribus lazes i còlquides de la Còlquida. El 1282 Joan II Comnè va agafar el títol de "Emperador d'Orient, de la Ibèria i dels territoris d'Ultramar". Ibèria era el nom romà de Geòrgia. El 1341 la princesa Anna Comnena (Anakhutlu/Anatchoutlou) va pujar al tron amb el suport de guerrers lazes. Les cròniques de Trebisonda distingeixen als sannoi (tzans) dels laz i diuen que els tzans aliats als musulmans (als turcmans) van atacar territori de Trebisonda el 1348 i el 1377 foren castigats per l'emperador i en endavant cal situar-los al sud-oest de Trebisonda al que fou el sandjak de Samsun o Djanik (derivat de Tzan). Les possessions directes de Trebisonda arribaven segons es creu fins a Makriali mentre que Gònia tenia prínceps locals autònoms segons l'historiador Miquel Panaret.
El 1461 l'otomà Mehmet II va conquerir Trebisonda. Els laz van entrar en contacte amb l'islam que en els següents anys va esdevenir la seva religió majoritària sota la forma del madkhab xafiïta. Encara que no se sap com es va fer la conversió hi ha indicis que l'islam ja havia entrat fins a les regions centrals de Geòrgia com l'Akhaltsikhe, des del segle xiii.
El 1517 es va crear l'eyalat de Trebisonda que incloïa Batum. Ewliya Çelebi que va passar per la regió el 1640, diu que l'eyalat estava dividit en cinc sandjaks: Djanikha (que podria ser Djanik = Samsun), Trebisonda, Güniye (Gònia), Batum Inferior i Batum Superior. El Lazistan estava governat des de Gònia que estava format pels següents kada: Atina, Sumla, Wiçe o Biçe (Witse) i Arkhavi. Ewliya confon lazes amb lesguis i anomena a Trebisonda com "antic vilayat lesgui". Hadjdji Khalifa enumera els pobles del districte lesgui (de fet laz): megrils (mingrelis), georgians, abkhaz (abazes), circassians i laz o lazes i diu que aquestos darrers són els que viuen més prop de Trebisonda; al sud-est d'aquesta ciutat, a les muntanyes Çepni, esmenta l'existència de turcs que adoren com a deu al xa de Pèrsia (es tracta d'un grup xiïta extremista) que estaven associats (mushtarik) als laz. Ewliya Çelebi diu que l'eyalat tenia 41 nahiyeler quasi totes les quals tenien senyors feudals (derebeys) lazes que van conservar la seva independència de fet fins al segle xix. Al començament d'aquest segle Othman Pasha de Trebisonda va posar fi a l'autonomia dels derebeys de la regió, però un temps després els caps lazes continuaven al poder amb facultats més reduïdes, en almenys 15 feus: dos a Atina, Bulep, Artashin, Witse, Kapiste, Arkhawe, Kisse, Khopa, Makria (Makriali), Gonia, Batum, Maradit (potse Mardidi), Perlevan i Çat. Els tres darrers estaven al Çorokh, darrere la muntanya separant la vall d'aquest riu del Lazistan propi.
Un altre derebey laz era el de Hamshin a les valls superiors del Kalopotamos i del Furtuna habitats per armenis islamitzats que segons l'historiador armeni Lewon, s'havien establert a la regió en temps de l'emperador Constantí VI (780-797) sota el seu propi príncep, Hamam Amatuni, i l'antiga Tambur va rebre el nom d'Hamshin (Hamamshen = Construït per Hamam); Clavijo que va passar per aquesta terra per anar a veure a Tamerlà, l'anomena Terra d'Arraquiel i diu que els habitants tenien un senyor de nom Arraquiel (Arakel probablement) del que estaven descontents i per això es van sotmetre al senyor musulmà d'Ispir, i progressivament es van fer musulmans perdent la seva llengua que només es conserva a Khopa.
Amb la instal·lació dels wilayats vers 1867, es va formar el sandjak de Lazistan que va quedar integrat al wilayat de Trebisonda; el sandjak va tenir com capital a Batum fins al 1878, quan aquesta ciutat fou ocupada pels russos i va passar a Rize (Rhizaion), que fou segregat del sandjak de Trebisonda (al mateix wilayat de Trebisonda). El sandjak de Lazistan s'estenia a l'oest de la frontera russo-otomana ocupant una banda litoral d'uns 160 km de llarga i de 25 a 30 d'ample. El sandjak estava dividit en els kaza de Khopa, Atina i Rise, subdividits en 6 nahiyeler. Cuinet diu que els kaza eren quatre (el quart seria Of) i les nahiyeler 7: Hamshin, Karadere, Mapawri, Wakf, Kura-yi saba, Witse, i Arkhawi. El 1880 el sandjak tenia 364 pobles habitats i una població de 138.467 habitants dels quals 689 eren grecs ortodoxos i la resta musulmans: lazes, lazes turquitzats, turcs i armenis islamitzats. Els autèntics laz no devien ser més de 75.000.
Pel tractat truco-soviètic de 1921 la frontera d'Adjària va tenir una petita alteració deixant a la població laz a la part turca que va incorporar el territori fins a Sarp (a 15 km de Batum), al sud de la desembocadura del Çorokh. Només uns centenars de lazes van quedar dins Adjària. Van agafar fama de bandolers i contrabandistes de la frontera però són un poble molt intel·ligent, hàbils cultivadors i apreciats com a jardiners a les poblacions de Turquia oriental. El seu ofici tradicional és forner o pastisser i en moltes ciutats de Turquia els que exerceixen aquest ofici són lazes o d'origen laz. Molts també van treballar en aquesta feina a Rússia fins a la Segona Guerra Mundial i tornaven al seu país amb dones russes que es convertien a l'islam. Són en general negociants hàbils i emprenedors i controlen el mercat immobiliari a Istanbul. Han mostrat molt d'interès per l'educació moderna a la que s'han abocat de manera massiva. També són molt bons mariners i formen la majoria de la tripulació de molts vaixells turcs.
La seva nació i llengua, avui molt minoritària, encara es conserva al nord-est de Turquia als districtes de Khopa (entre Kopmush i Gurup) i Atina (entre Gurup i Kemer) i té elements de l'antic idioma de Còlquida però està emparentat molt directament amb el mingrelià, dialecte georgià. Els georgians els anomenen com a txans (que correspondria al grec sannoi o tzannoi és a dir als tzans, potser per una confusió entre els dos pobles) nom que sobreviu en el de Samsun/Djanik. Al districte d'Atina el laz es parla en 64 dels 69 pobles. Unes cent mil persones són d'aquesta ètnia a Turquia (però només un terç parla la llengua) i uns milers a Geòrgia i Adjària. Hi ha petites comunitats de laz a Rússia i Alemanya.

## Llista de reis lazes
- Agros segle ii
- Malaz vers 130 (malassus)
- Pacoros vers 140
- Desconeguts vers 150-350
- Mirdat vers 350-380
- Baraz-Bakur vers 380-395
- Al regne d'Ibèria vers 395-450
- Gubaz I vers 450-460
- Tsate I Gobaces vers 460-?
- Gubaz II ?-554
- Tsate II vers 554-570
- A l'Imperi Romà d'Orient vers 570-660
- Barnuk I vers 660-670
- Grigor vers 670-675
- Barnuk II vers 675-691